# Max Mirnyi
Max Mirnyi, né le 6 juillet 1977 à Minsk, est un joueur de tennis biélorusse, professionnel entre 1996 et 2018.
Avant tout spécialiste du double, Mirnyi a remporté 52 titres et atteint 46 autres finales sur le circuit ATP. Numéro 1 mondial de la spécialité en 2003, il a notamment gagné quatre fois Roland-Garros, deux fois l'US Open et deux fois le Masters. En double mixte, il a également trois titres du Grand Chelem (deux à l'US Open, un à Wimbledon) et un titre olympique lors des Jeux olympiques de Londres 2012 avec sa compatriote Victoria Azarenka.
Même si sa carrière en simple est moins riche, il a néanmoins atteint la 18e place mondiale en 2003 et a remporté un titre ATP sur un total de quatre finales jouées. En Grand Chelem, il a atteint une fois les quarts de finale à l'US Open et trois fois les huitièmes de finale à Wimbledon.
Sportif majeur dans son pays, il est un membre clé de l'équipe biélorusse de Coupe Davis et a participé à quatre éditions des Jeux olympiques, étant d'ailleurs désigné comme porte-drapeau de la Biélorussie en 2012.

## Biographie
Surnommé “The Beast” (la bête), Max Mirnyi est principalement un joueur de double : il a remporté quarante-neuf tournois en double, dont deux fois l'US Open et quatre fois Roland-Garros. Avec neuf titres du Grand Chelem et un titre olympique, même s'ils ont tous été obtenus en double (messieurs ou mixte), il est parmi les joueurs ayant remporté le plus de titres majeurs.
Il a joué avec une multitude de partenaires dont Lleyton Hewitt, Roger Federer, Mahesh Bhupathi, Jonas Björkman, Jamie Murray, Andy Ram, Daniel Nestor, Horia Tecău, Feliciano López, Treat Conrad Huey et dernièrement Philipp Oswald.

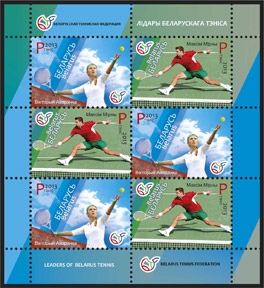
Edition d'un timbre avec Victoria Azarenka et Max Mirnyi en 2013.

Il a battu trois fois le n°1 mondial en 2001 : Marat Safin à Rotterdam et Gustavo Kuerten à Hambourg et à Stuttgart. Lors de ce tournoi, qu'il dispute en étant issu des qualifications car classé 53e, il atteint la finale en éliminant également Goran Ivanišević, Pete Sampras et Ievgueni Kafelnikov, tous membres du top 15. Il remporte l'unique tournoi en simple de sa carrière deux ans plus tard à Rotterdam, battant en demi-finale le n°5 mondial Roger Federer, puis Raemon Sluiter en finale. Il s'incline en août en demi-finale à Cincinnati. Demi-finaliste à Bercy en 2004, il écarte sur sa route Andy Roddick (n°2 mondial). Il dispute deux autres finales en 2005. Il met un terme à sa carrière en simple en 2008 après sa participation aux Jeux olympiques de Pékin.
Il est un des rares joueurs de haut niveau à pratiquer systématiquement le service volée où il excelle grâce à sa grande taille. Comme pour la plupart de ces joueurs, son jeu de fond de court est faible, notamment en revers chez lui.
En Biélorussie, Mirnyi est devenu un « héros national » après sa performance en Coupe Davis 2004. Il avait largement contribué au succès de l'équipe de Biélorussie face à la Russie (3-2), avec son partenaire de double Vladimir Voltchkov, puis face à l'Argentine (5-0) en quart de finale. La Biélorussie s'était inclinée en demi-finale face aux États-Unis. Il est à ce jour le meilleur joueur biélorusse du tennis masculin de l'histoire.
Max Mirnyi fut le porte-drapeau de la délégation biélorusse pour la cérémonie d'ouverture des Jeux olympiques de Londres 2012. Il devait déjà l'être lors des Jeux olympiques d'Athènes en 2004, mais les dirigeants biélorusses ont changé d'avis lorsqu'ils ont découvert qu'il avait laissé publier des photographies dénudées de lui et de sa femme dans un magazine.
Il met un terme à sa carrière à 41 ans en 2018 après 22 saisons passées sur le circuit. Au cours de sa carrière, il aura gagné 1024 matchs sur le circuit ATP simple et double confondus et a terminé les 20 dernières saisons de sa carrière dans le top 60 en double.
Il rejoint pour la saison 2020 le staff du Japonais Kei Nishikori.

## Palmarès

### En double messieurs
| 52 titres en double | 6 G. Chelem | 6 G. Chelem | 6 G. Chelem | 6 G. Chelem | 2 Masters  | 2 Masters  | 2 Masters   | 2 Masters   | 16 Masters 1000 | 16 Masters 1000 | 16 Masters 1000 | 16 Masters 1000 | 8 ATP 500           | 8 ATP 500           | 8 ATP 500           | 8 ATP 500           | 20 ATP 250          | 20 ATP 250          | 20 ATP 250     | 20 ATP 250     | 0 JO           | 0 JO           | 0 JO           | 0 JO           |
| 52 titres en double | 31 sur dur  | 31 sur dur  | 31 sur dur  | 31 sur dur  | 31 sur dur | 31 sur dur | 2 sur gazon | 2 sur gazon | 2 sur gazon     | 2 sur gazon     | 2 sur gazon     | 2 sur gazon     | 13 sur terre battue | 13 sur terre battue | 13 sur terre battue | 13 sur terre battue | 13 sur terre battue | 13 sur terre battue | 6 sur moquette | 6 sur moquette | 6 sur moquette | 6 sur moquette | 6 sur moquette | 6 sur moquette |

## Parcours dans les tournois du Grand Chelem

### En simple
| Année | Open d'Australie | Open d'Australie | Internationaux de France | Internationaux de France | Wimbledon       | Wimbledon        | US Open         | US Open         |
| ----- | ---------------- | ---------------- | ------------------------ | ------------------------ | --------------- | ---------------- | --------------- | --------------- |
| 1999  | —                | —                | 2e tour (1/32)           | A. Di Pasquale           | —               | —                | 2e tour (1/32)  | I. Kafelnikov   |
| 2000  | 3e tour (1/16)   | C. Rochus        | 1er tour (1/64)          | Fernando Vicente         | 2e tour (1/32)  | M. Gustafsson    | 3e tour (1/16)  | Magnus Norman   |
| 2001  | 2e tour (1/32)   | M. Kratochvil    | 1er tour (1/64)          | Magnus Larsson           | 2e tour (1/32)  | Fabrice Santoro  | 3e tour (1/16)  | Gustavo Kuerten |
| 2002  | 1er tour (1/64)  | Kristian Pless   | 1er tour (1/64)          | Cecil Mamiit             | 1er tour (1/64) | Taylor Dent      | 1/4 de finale   | Andre Agassi    |
| 2003  | 1er tour (1/64)  | Joseph Sirianni  | 1er tour (1/64)          | Jonas Björkman           | 1/8 de finale   | Jonas Björkman   | 1er tour (1/64) | N. Davydenko    |
| 2004  | 1er tour (1/64)  | Andrei Pavel     | 1er tour (1/64)          | Julien Benneteau         | 1er tour (1/64) | J.-M. Gambill    | 1er tour (1/64) | Michal Tabara   |
| 2005  | 1er tour (1/64)  | Agustín Calleri  | 1er tour (1/64)          | José Acasuso             | 1/8 de finale   | Thomas Johansson | 3e tour (1/16)  | Jarkko Nieminen |
| 2006  | 3e tour (1/16)   | Roger Federer    | 2e tour (1/32)           | Nicolás Massú            | 1/8 de finale   | Jonas Björkman   | 1er tour (1/64) | Wesley Moodie   |
| 2007  | 2e tour (1/32)   | D. Toursounov    | 1er tour (1/64)          | Lleyton Hewitt           | 2e tour (1/32)  | Guillermo Cañas  | 2e tour (1/32)  | S. Grosjean     |

N.B. : à droite du résultat se trouve le nom de l'ultime adversaire.

### En double
| Année | Open d'Australie            | Open d'Australie           | Internationaux de France    | Internationaux de France          | Wimbledon                    | Wimbledon                  | US Open                      | US Open                 |
| ----- | --------------------------- | -------------------------- | --------------------------- | --------------------------------- | ---------------------------- | -------------------------- | ---------------------------- | ----------------------- |
| 1997  | 1er tour (1/32) B. Haygarth | S. Lareau A. O'Brien       | 1er tour (1/32) K. Ullyett  | W. Arthurs A. Kratzmann           | 1er tour (1/32) K. Ullyett   | M. Ondruska G. Stafford    | 1er tour (1/32) K. Ullyett   | S. Lareau A. O'Brien    |
| 1998  | 1er tour (1/32) S. Sargsian | M. Bhupathi L. Paes        | —                           | —                                 | 1er tour (1/32) A. Olhovskiy | M. Bhupathi L. Paes        | 1er tour (1/32) P. Vízner    | L. Jensen M. Jensen     |
| 1999  | 1/8 de finale A. Olhovskiy  | P. Galbraith P. Haarhuis   | 1/4 de finale I. Kafelnikov | P. Albano T. Carbonell            | 2e tour (1/16) I. Kafelnikov | T. Woodbridge M. Woodforde | 1er tour (1/32) M. Damm      | J. Björkman Byron Black |
| 2000  | 1/8 de finale M. Damm       | J. Eagle A. Florent        | 1er tour (1/32) N. Zimonjić | P. Norval K. Ullyett              | 1er tour (1/32) N. Zimonjić  | J. Gimelstob M. Knowles    | Victoire L. Hewitt           | E. Ferreira Rick Leach  |
| 2001  | 2e tour (1/16) N. Kulti     | P. Baccanello Luke Smith   | 1/8 de finale D. Prinosil   | T. Cibulec Leoš Friedl            | 1/2 finale V. Voltchkov      | D. Johnson J. Palmer       | 1/2 finale S. Stolle         | D. Johnson J. Palmer    |
| 2002  | —                           | —                          | 1/2 finale M. Bhupathi      | P. Haarhuis I. Kafelnikov         | 1/4 de finale M. Bhupathi    | J. Björkman T. Woodbridge  | Victoire M. Bhupathi         | Jiří Novák R. Štěpánek  |
| 2003  | 2e tour (1/16) V. Voltchkov | G. Etlis M. Rodríguez      | 1/4 de finale M. Bhupathi   | L. Paes David Rikl                | Finale M. Bhupathi           | J. Björkman T. Woodbridge  | 1/4 de finale M. Bhupathi    | M. Llodra F. Santoro    |
| 2004  | 1/4 de finale M. Bhupathi   | M. Llodra F. Santoro       | 1/2 finale M. Bhupathi      | X. Malisse O. Rochus              | 1/8 de finale M. Bhupathi    | J. Knowle N. Zimonjić      | 1/8 de finale M. Bhupathi    | R. Nadal T. Robredo     |
| 2005  | 1/2 finale J. Björkman      | Bob Bryan Mike Bryan       | Victoire J. Björkman        | Bob Bryan Mike Bryan              | 1/2 finale J. Björkman       | S. Huss W. Moodie          | Finale J. Björkman           | Bob Bryan Mike Bryan    |
| 2006  | 1/4 de finale J. Björkman   | M. Damm L. Paes            | Victoire J. Björkman        | Bob Bryan Mike Bryan              | 1/4 de finale J. Björkman    | F. Santoro N. Zimonjić     | Finale J. Björkman           | M. Damm L. Paes         |
| 2007  | Finale J. Björkman          | Bob Bryan Mike Bryan       | 1/4 de finale J. Björkman   | M. Bhupathi R. Štěpánek           | 1er tour (1/32) J. Björkman  | R. Lindstedt J. Nieminen   | 1/8 de finale J. Björkman    | M. Melo André Sá        |
| 2008  | 1er tour (1/32) J. Murray   | É. Roger-Vasselin G. Simon | 1er tour (1/32) J. Murray   | R. De Voest Robin Haase           | 1/8 de finale J. Murray      | D. Nestor N. Zimonjić      | 1er tour (1/32) J. Murray    | M. Mertiňák Lovro Zovko |
| 2009  | 2e tour (1/16) Andy Ram     | F. López F. Verdasco       | 1er tour (1/32) Andy Ram    | W. Moodie D. Norman               | 1/8 de finale Andy Ram       | S. Aspelin Paul Hanley     | 1/2 finale Andy Ram          | M. Bhupathi M. Knowles  |
| 2010  | 1er tour (1/32) M. Bhupathi | M. Kohlmann J. Nieminen    | 2e tour (1/16) M. Bhupathi  | Marc López Pere Riba              | 1/8 de finale M. Bhupathi    | R. Lindstedt Horia Tecău   | 2e tour (1/16) M. Bhupathi   | E. Schwank H. Zeballos  |
| 2011  | 1/2 finale D. Nestor        | M. Bhupathi L. Paes        | Victoire D. Nestor          | J. S. Cabal E. Schwank            | 2e tour (1/16) D. Nestor     | K. Anderson J. Knowle      | 2e tour (1/16) D. Nestor     | C. Fleming R. Hutchins  |
| 2012  | 1/2 finale D. Nestor        | L. Paes R. Štěpánek        | Victoire D. Nestor          | Bob Bryan Mike Bryan              | 2e tour (1/16) D. Nestor     | D. Bracciali J. Knowle     | 1er tour (1/32) D. Nestor    | S. Johnson Jack Sock    |
| 2013  | 2e tour (1/16) Horia Tecău  | M. Baghdatís G. Dimitrov   | 2e tour (1/16) Horia Tecău  | M. Llodra N. Mahut                | 1/8 de finale Horia Tecău    | Ivan Dodig M. Melo         | 1er tour (1/32) Horia Tecău  | P. Cuevas H. Zeballos   |
| 2014  | 1/4 de finale M. Youzhny    | Ł. Kubot R. Lindstedt      | 1er tour (1/32) M. Youzhny  | A. Falla M. Matosevic             | 1er tour (1/32) M. Youzhny   | A. Peya B. Soares          | 1er tour (1/32) M. Youzhny   | Bob Bryan Mike Bryan    |
| 2015  | 1/4 de finale F. López      | Ivan Dodig M. Melo         | 2e tour (1/16) F. López     | G. García-López É. Roger-Vasselin | 1/8 de finale Ł. Kubot       | R. Bopanna F. Mergea       | 1er tour (1/32) F. López     | E. Butorac S. Lipsky    |
| 2016  | 1/4 de finale T. C. Huey    | D. Nestor R. Štěpánek      | 1/8 de finale T. C. Huey    | J. Benneteau É. Roger-Vasselin    | 1/2 finale T. C. Huey        | P.-H. Herbert N. Mahut     | 1er tour (1/32) T. C. Huey   | N. Almagro V. Estrella  |
| 2017  | 2e tour (1/16) T. C. Huey   | Sam Groth Chris Guccione   | 1er tour (1/32) M. Youzhny  | Quentin Halys A. Mannarino        | 1/4 de finale M. Matkowski   | Oliver Marach Mate Pavić   | 1er tour (1/32) M. Matkowski | T. Fritz R. Opelka      |
| 2018  | 2e tour (1/16) P. Oswald    | Bob Bryan Mike Bryan       | 1er tour (1/32) P. Oswald   | J. S. Cabal Robert Farah          | 1er tour (1/32) P. Oswald    | Julio Peralta H. Zeballos  | 1er tour (1/32) P. Oswald    | M. Daniell W. Koolhof   |

N.B. : le nom du partenaire se trouve sous le résultat ; le nom des ultimes adversaires se trouve à droite.

### En double mixte
| Année | Open d'Australie                  | Open d'Australie                     | Internationaux de France       | Internationaux de France    | Wimbledon                     | Wimbledon                  | US Open                        | US Open                         |
| ----- | --------------------------------- | ------------------------------------ | ------------------------------ | --------------------------- | ----------------------------- | -------------------------- | ------------------------------ | ------------------------------- |
| 2004  | —                                 | —                                    | —                              | —                           | —                             | —                          | 1/4 de finale M. Sharapova     | M. Navrátilová Leander Paes     |
| 2005  | —                                 | —                                    | —                              | —                           | —                             | —                          | —                              | —                               |
| 2006  | —                                 | —                                    | —                              | —                           | 1/2 finale Zheng Jie          | Venus Williams Bob Bryan   | 2e tour (1/8) V. Azarenka      | Nicole Pratt Paul Hanley        |
| 2007  | Finale V. Azarenka                | E. Likhovtseva Daniel Nestor         | 1er tour (1/16) V. Azarenka    | Sun Tiantian Julian Knowle  | 1er tour (1/32) V. Azarenka   | V. Dushevina Wesley Moodie | Victoire V. Azarenka           | M. Shaughnessy Leander Paes     |
| 2008  | 1er tour (1/16) V. Azarenka       | Meilen Tu M. Matkowski               | —                              | —                           | 3e tour (1/8) O. Govortsova   | Chuang C-j. Daniel Nestor  | 1er tour (1/16) A. Chakvetadze | Nadia Petrova Jonas Björkman    |
| 2009  | —                                 | —                                    | —                              | —                           | 3e tour (1/8) Nadia Petrova   | V. Ruano Stephen Huss      | 1er tour (1/16) Nadia Petrova  | Carly Gullickson Travis Parrott |
| 2010  | —                                 | —                                    | —                              | —                           | 3e tour (1/8) A. Kleybanova   | Lisa Raymond Wesley Moodie | —                              | —                               |
| 2011  | —                                 | —                                    | 2e tour E. Vesnina             | Nadia Petrova Jamie Murray  | 2e tour Y. Shvedova           | Paul Hanley Hsieh Su-wei   | 1er tour (1/16) Y. Shvedova    | O. Govortsova M. Matkowski      |
| 2012  | 1er tour (1/16) A. Pavlyuchenkova | Elena Vesnina Leander Paes           | 1/4 de finale Liezel Huber     | Elena Vesnina Leander Paes  | 3e tour (1/8) V. Azarenka     | Elena Vesnina Leander Paes | 1/2 finale Liezel Huber        | Květa Peschke M. Matkowski      |
| 2013  | 2e tour (1/8) Liezel Huber        | N. Llagostera David Marrero          | 1er tour (1/16) E. Vesnina     | D. Hantuchová J.-J. Rojer   | 2e tour (1/16) A. Hlaváčková  | J.-J. Rojer V. Dushevina   | Victoire A. Hlaváčková         | Abigail Spears S. González      |
| 2014  | 2e tour (1/8) A. Hlaváčková       | Julia Görges A.-U.-H. Qureshi        | 1er tour (1/16) Chan Hao-ching | K. Mladenovic Daniel Nestor | Finale Chan Hao-ching         | S. Stosur Nenad Zimonjić   | 2e tour (1/8) Chan Hao-ching   | Ashleigh Barty John Peers       |
| 2015  | 1er tour (1/16) Arina Rodionova   | Abigail Spears S. González           | 1er tour (1/16) E. Bouchard    | B. Mattek-Sands Mike Bryan  | 1er tour (1/32) H. Watson     | Olga Savchuk Oliver Marach | 1/4 de finale An. Rodionova    | A. Hlaváčková Łukasz Kubot      |
| 2016  | 1er tour (1/16) Chan Hao-ching    | S. Stephens J.-J. Rojer              | 1/4 de finale Chan Yung-jan    | Sania Mirza Ivan Dodig      | 2e tour (1/16) Chan Hao-ching | G. Dabrowski N. Monroe     | 2e tour (1/8) Chan Hao-ching   | Nicole Gibbs Dennis Novikov     |
| 2017  | 1er tour (1/16) Chan Hao-ching    | Darija Jurak J.-J. Rojer             | 1er tour (1/16) C. Vandeweghe  | Y. Shvedova A. Peya         | 3e tour (1/8) E. Makarova     | Jocelyn Rae Ken Skupski    | —                              | —                               |
| 2018  | 1er tour (1/16) Peng Shuai        | Sestini-Hlaváčková É. Roger-Vasselin | 1er tour (1/16) J. Ostapenko   | A. Klepač J-J. Rojer        | 2e tour (1/16) K. Peschke     | Harriet Dart Jay Clarke    | —                              | —                               |

N.B. : le nom de la partenaire se trouve sous le résultat ; le nom des ultimes adversaires se trouve à droite.

## Participation aux Masters

### En double
| Année | Lieu                       | Surface         | Partenaire        | Résultats | Résultat final    |
| ----- | -------------------------- | --------------- | ----------------- | --------- | ----------------- |
| 2003  | Houston                    | Dur ext.        | Mahesh Bhupathi   | 1v, 2d    | Éliminé en poules |
| 2004  | Houston                    | Dur ext.        | Mahesh Bhupathi   | 1v, 2d    | Éliminé en poules |
| 2005  | Shanghai, Qi Zhong Stadium | Moquette indoor | Jonas Björkman    | 0v, 3d    | Éliminé en poules |
| 2006  | Shanghai, Qi Zhong Stadium | Dur indoor      | Jonas Björkman    | 5v, 0d    | Vainqueur         |
| 2007  | Shanghai, Qi Zhong Stadium | Dur indoor      | Jonas Björkman    | 1v, 2d    | Éliminé en poules |
| 2009  | Londres, O2 Arena          | Dur indoor      | Andy Ram          | 3v, 2d    | Finaliste         |
| 2010  | Londres, O2 Arena          | Dur indoor      | Mahesh Bhupathi   | 3v, 2d    | Finaliste         |
| 2011  | Londres, O2 Arena          | Dur indoor      | Daniel Nestor     | 5v, 0d    | Vainqueur         |
| 2012  | Londres, O2 Arena          | Dur indoor      | Daniel Nestor     | 1v, 2d    | Éliminé en poules |
| 2016  | Londres, O2 Arena          | Dur indoor      | Treat Conrad Huey | 0v, 3d    | Éliminé en poules |

## Parcours dans les Masters 1000

### En simple
| Année | Indian Wells               | Miami                 | Monte-Carlo                | Rome                    | Hambourg                  | Canada                   | Cincinnati               | Stuttgart puis Madrid | Paris                  |
| ----- | -------------------------- | --------------------- | -------------------------- | ----------------------- | ------------------------- | ------------------------ | ------------------------ | --------------------- | ---------------------- |
| 1999  | —                          | —                     | —                          | —                       | —                         | 2e tour T. Johansson     | —                        | —                     | —                      |
| 2000  | 1/8 de finale H. Arazi     | 2e tour P. Rafter     | —                          | —                       | 2e tour C. Pioline        | 2e tour I. Kafelnikov    | 1/8 de finale T. Enqvist | —                     | 2e tour W. Ferreira    |
| 2001  | 1er tour C. Pioline        | 2e tour S. Grosjean   | 1er tour Tommy Haas        | 1er tour F. Squillari   | 2e tour T. Johansson      | 2e tour A. Clément       | 1/8 de finale L. Hewitt  | Finale Tommy Haas     | 1er tour D. Hrbatý     |
| 2002  | 1er tour J. I. Chela       | 2e tour Tommy Haas    | 1er tour M. Kratochvil     | 1er tour Tommy Haas     | 1/2 finale R. Federer     | 1er tour I. Kafelnikov   | 1er tour N. Kiefer       | 1er tour T. Robredo   | 1er tour D. Nalbandian |
| 2003  | 1/8 de finale R. Schüttler | 2e tour F. Verdasco   | 1er tour J. Boutter        | 2e tour Carlos Moyà     | 1er tour R. Federer       | 1/4 de finale R. Federer | 1/2 finale A. Roddick    | 2e tour A. Roddick    | 1er tour F. Santoro    |
| 2004  | 3e tour G. Coria           | 3e tour A. Agassi     | 2e tour M. Safin           | 2e tour Jiří Novák      | 1er tour V. Hănescu       | 1/8 de finale R. Federer | 1er tour A. Roddick      | 2e tour A. Agassi     | 1/2 finale R. Štěpánek |
| 2005  | 2e tour G. Gaudio          | 1er tour J. Björkman  | 1er tour Jiří Novák        | 1er tour D. Sanguinetti | 1er tour A. Costa         | 2e tour G. Rusedski      | 1er tour R. Söderling    | 2e tour M. Puerta     | 2e tour D. Ferrer      |
| 2006  | 1er tour C. Saulnier       | 2e tour O. Rochus     | 1er tour N. Kiefer         | 1er tour R. Ginepri     | 1/4 de finale R. Štěpánek | 1er tour Tommy Haas      | 2e tour T. Robredo       | —                     | 1er tour R. Ginepri    |
| 2007  | 1er tour T. Johansson      | 1er tour D. Bracciali | 1/8 de finale R. Söderling | —                       | —                         | 1er tour I. Karlović     | —                        | —                     | —                      |
| 2008  | 2e tour R. Štěpánek        | —                     | —                          | —                       | —                         | —                        | —                        | —                     | —                      |

N.B. : sous le résultat se trouve le nom de l’ultime adversaire.

## Classement ATP en fin de saison
| Année          | 1993 | 1994 | 1995 | 1996 | 1997 | 1998 | 1999 | 2000 | 2001 | 2002 | 2003 | 2004 | 2005 | 2006 | 2007 | 2008 | 2009 | 2010 | 2011 | 2012 | 2013 | 2014 | 2015 | 2016 | 2017 |
| Rang en simple | 1178 | 1219 | 399  | 314  | 340  | 274  | 75   | 40   | 35   | 43   | 23   | 46   | 35   | 59   | 151  | 530  | -    | -    | -    | -    | -    | -    | -    | -    | -    |
| Rang en double | -    | -    | 314  | 167  | 85   | 125  | 32   | 9    | 11   | 3    | 1    | 10   | 4    | 3    | 16   | 32   | 11   | 7    | 3    | 7    | 22   | 47   | 28   | 21   | 41   |

Source : (en) Classements de Max Mirnyi sur le site officiel de la Fédération internationale de tennis

### Périodes au rang de numéro un mondial en double
| Précédé par          | Dates                                              | Suivi par            | Nombre de semaines | Cumul |
| -------------------- | -------------------------------------------------- | -------------------- | ------------------ | ----- |
| Mark Knowles         | 09/06/2003 - 07/09/2003                            | Bob Bryan Mike Bryan | 13                 | 13    |
| Bob Bryan Mike Bryan | 20/10/2003 - 01/02/2004                            | Bob Bryan Mike Bryan | 15                 | 28    |
| Bob Bryan Mike Bryan | 29/01/2007 - 15/04/2007                            | Bob Bryan Mike Bryan | 11                 | 39    |
| Bob Bryan Mike Bryan | 07/05/2012 - 09/09/2012 co-no 1 avec Daniel Nestor | Bob Bryan Mike Bryan | 18                 | 57    |

## Victoires sur le top 10
Toutes ses victoires sur des joueurs classés dans le top 10 de l'ATP lors de la rencontre.
| Légende         |
| Grand Chelem    |
| Jeux olympiques |
| Masters 1000    |
| 500 Series      |
| 250 Series      |

| #  | M.M.   | Tournoi         | Année | Surface      | Adversaire          | Rang  | Tour           | Score                   |
| -- | ------ | --------------- | ----- | ------------ | ------------------- | ----- | -------------- | ----------------------- |
| 1  | no 108 | Jeux olympiques | 2000  | Dur          | Lleyton Hewitt      | no 7  | 1er tour       | 6-3, 6-3                |
| 2  | no 52  | Marseille       | 2001  | Dur (int.)   | Magnus Norman       | no 5  | 2e tour        | 6-2, 3-6, 6-3           |
| 3  | no 41  | Rotterdam       | 2001  | Dur (int.)   | Marat Safin         | no 1  | 1er tour       | 6-77, 6-4, 6-3          |
| 4  | no 54  | Hamburg         | 2001  | Terre battue | Gustavo Kuerten     | no 1  | 1er tour       | 6-3, 3-6, 7-65          |
| 5  | no 47  | Indianapolis    | 2001  | Dur          | Ievgueni Kafelnikov | no 7  | 2e tour        | 6-3, 6-3                |
| 6  | no 53  | Stuttgart       | 2001  | Dur (int.)   | Gustavo Kuerten     | no 1  | 2e tour        | 4-6, 7-66, 6-4          |
| 7  | no 53  | Stuttgart       | 2001  | Dur (int.)   | Pete Sampras        | no 10 | 1/4 de finale  | 6-4, 6-2                |
| 8  | no 53  | Stuttgart       | 2001  | Dur (int.)   | Ievgueni Kafelnikov | no 6  | 1/2 finale     | 7-63, 6-3               |
| 9  | no 46  | Rotterdam       | 2003  | Dur (int.)   | Roger Federer       | no 5  | 1/2 finale     | 5-7, 6-3, 6-4           |
| 10 | no 32  | Montréal        | 2003  | Dur          | Lleyton Hewitt      | no 5  | 2e tour        | 7-5, 6-74, 7-5          |
| 11 | no 32  | Montréal        | 2003  | Dur          | Paradorn Srichaphan | no 9  | 1/8e de finale | 6-3, 6-2                |
| 12 | no 26  | Cincinnati      | 2003  | Dur          | Guillermo Coria     | no 5  | 1/4 de finale  | 6-2, 7-5                |
| 13 | no 71  | Paris-Bercy     | 2004  | Moquette     | Andy Roddick        | no 2  | 1/8e de finale | 7-62, 6-2               |
| 14 | no 44  | Barcelone       | 2005  | Terre battue | Carlos Moyà         | no 7  | 1/8e de finale | 6-4, 6-4                |
| 15 | no 53  | Wimbledon       | 2006  | Gazon        | James Blake         | no 7  | 3e tour        | 6-4, 3-6, 4-6, 6-1, 6-0 |